# Elena Soboleva (atleta)
Elena Vladimirovna Soboleva (in russo Елена Владимировна Соболева?; Brjansk, 3 agosto 1982) è una mezzofondista russa, specializzata nei 1500 metri piani.

## Biografia
Nel febbraio del 2008 stabilì un nuovo record del mondo indoor con 3:58.05 secondi in una corsa a Mosca, e nel marzo dello stesso anno batté il proprio record del mondo a Valencia. Vinse una medaglia d'argento ai Campionati del mondo indoor a Mosca.
Durante il Meeting Indoor Russo, nel gennaio 2008, stabilì un nuovo record nazionale nel miglio donne con un tempo di 4:20.21, che era la terza prestazione di sempre. Stabilì anche il record nazionale indoor per gli 800 metri tenutisi a Mosca durante la stagione 2008.
Soboleva fu scelta per rappresentare la Russia sia negli 800 metri che nei 1500 metri ai Giochi Olimpici a Pechino, ma fu sospesa dalle competizioni dopo la scorperta di test irregolari sul doping. Lei e altre quattro compagne di squadra furono accusate di aver sostituito i risultati del loro test delle urine l'anno precedente. Non c'erano accuse di doping ma furono sospese.
Il 20 ottobre 2008 fu annunciato che Soboleva, insieme ad altre sei atlete russe, avrebbe avuto due anni di squalifica per doping per l'utilizzo di droghe semplici. Gli effetti del doping sarebbero cominciati dall'aprile del 2007, anno in cui si sono tenuti gli esami.

## Palmarès
| Anno | Manifestazione   | Sede      | Evento       | Risultato | Prestazione | Note |
| ---- | ---------------- | --------- | ------------ | --------- | ----------- | ---- |
| 2003 | Europei under 23 | Bydgoszcz | 1500 m piani | 7ª        | 4'15"22     |      |
| 2005 | Mondiali         | Helsinki  | 1500 m piani | 4ª        | 4'02"48     |      |
| 2006 | Mondiali indoor  | Mosca     | 1500 m piani | Argento   | 4'05"21     |      |
| 2006 | Europei          | Göteborg  | 1500 m piani | 4ª        | 4'00"36     |      |
| 2007 | Mondiali         | Osaka     | 1500 m piani | dq        | dq          |      |
| 2008 | Mondiali indoor  | Valencia  | 1500 m piani | dq        | dq          |      |
| 2013 | Europei indoor   | Göteborg  | 1500 m piani | 5ª        | 4'16"50     |      |

## Primati personali
Outdoor
- 800 metri - 1:57.28 s (2006)
- 1500 metri - 3:56.43 s (2006)
- 3000 metri - 8:55.89 s (2005)

Indoor
- 800 metri - 1:58.53 s (2006)
- 1500 metri - 3:58.28 s (2006)